# Àrea Metropolitana de València

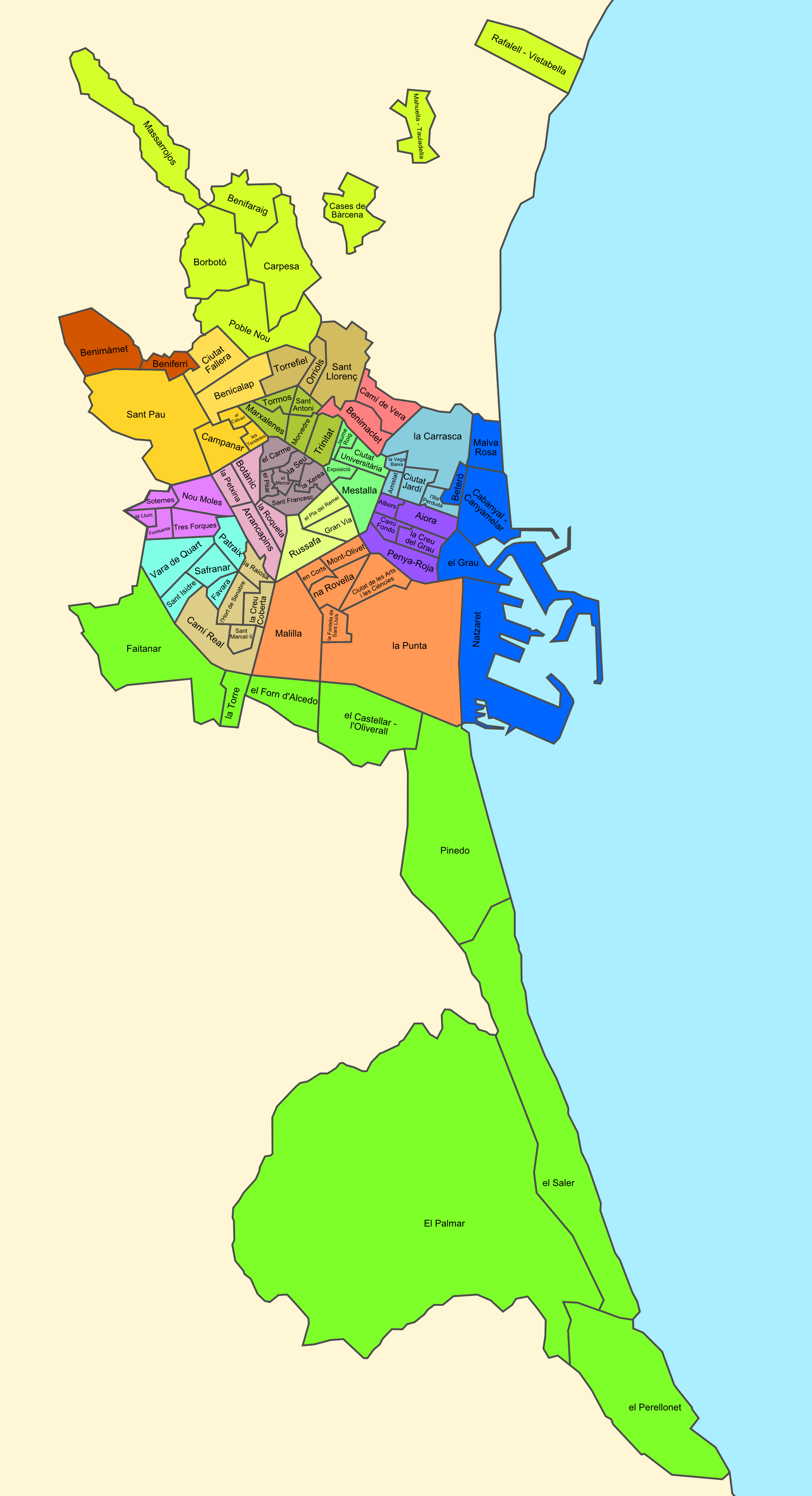
Barris de València

L'Àrea Metropolitana de València es troba en la costa central del País Valencià, a l'entorn de la seua ciutat principal: València. Es tracta de la primera aglomeració en nombre d'habitants del País Valencià i la tercera d'Espanya; l'any 2020 tenia un milió i mig d'habitants.

## Àrea metropolitana
Segons l'Estratègia Territorial de la Comunitat Valenciana i el Pla Territorial de l'àrea Metropolitana de Valencia, l'àrea metropolitana de València està constituïda per 58 municipis que es corresponen amb tots els de la comarca de l'Horta de València, gran part dels del Camp de Túria, tres de la Ribera Alta, dos de la Ribera Baixa i un del Camp de Morvedre. i una “Àrea funcional” més amplia, que està composta per 90 municipis.
Podem diferenciar tres zones:

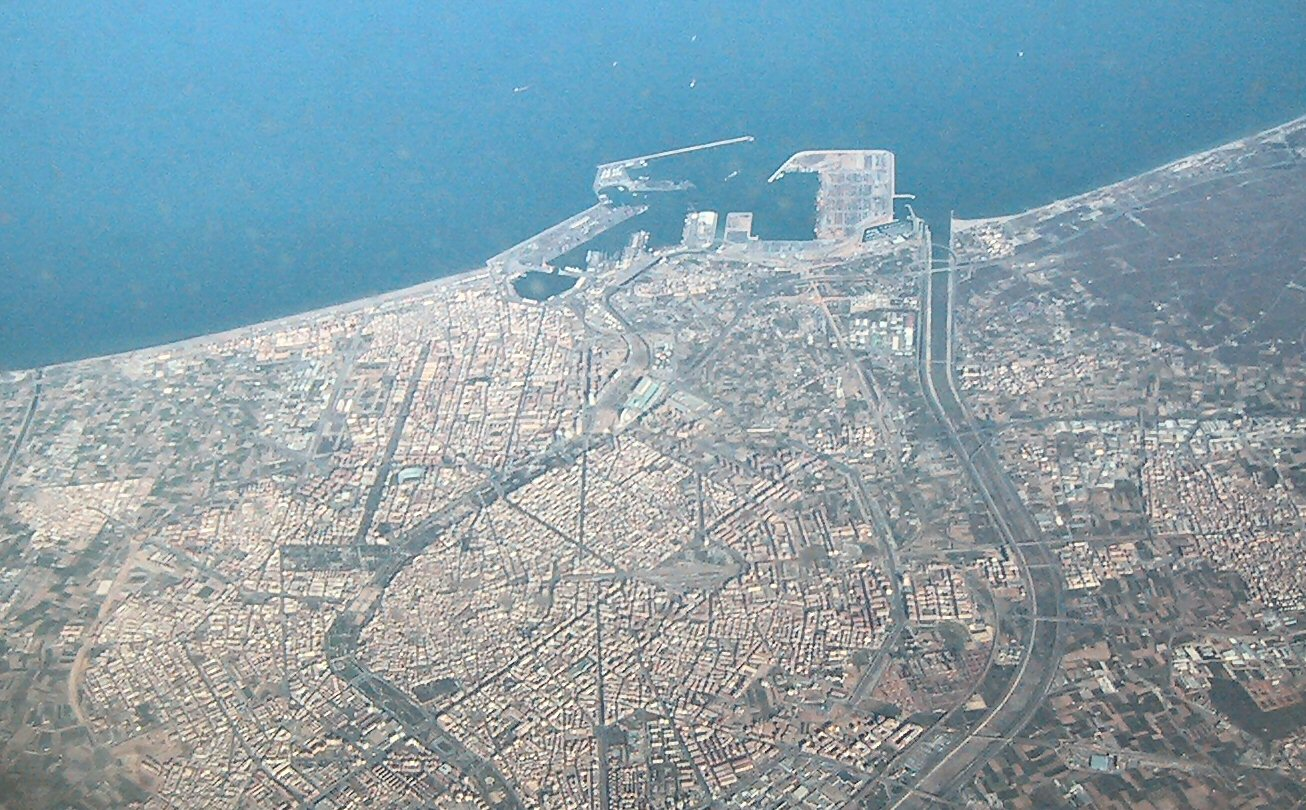
Vista aèria de València

Districtes de València

- El nucli urbà de València: a més de la ciutat –sense incloure-hi els pobles del sud (Pinedo, Castellar i l'Oliveral, el Forn d'Alcedo, la Torre, Faitanar, el Saler, el Palmar i el Perellonet), nord (Massarrojos, el Poblenou, Benifaraig, Borbotó, Carpesa i les Cases de Bàrcena) i de l'oest (Benimàmet, Beniferri)-, també inclou el municipi de Mislata i una part dels termes d'Alboraia (la platja) i Xirivella (barri de la Llum) totalment conurbats amb ella. Es troba limitada pel nou llit del riu Túria al sud i a l'oest, pel mar Mediterrani a l'est i per la ronda nord al nord. En ella s'observa una clara especialització econòmica en el sector serveis. La densitat de població és molt elevada, superant els 20.000 hab/km².

- La primera corona metropolitana: es troba limitada pel bypass o autovia A-7, que és el tram lliure de peatge de l'AP-7 entre Puçol i Picassent i comprèn la major part de municipis de l'Horta. En aquesta zona s'observa una major concentració industrial. El sector primari, molt important tradicionalment (especialment l'agricultura), ha perdut importància a causa del canvi d'ús del sòl que s'ha urbanitzat en la gran part. La densitat ací és menor, entorn de 1.100 hab/km². A diferència de l'Àrea Metropolitana de Barcelona no hi ha cap municipi d'una grandària molt destacada, sent el més poblat Torrent amb 72.660 hab. Això és deu en part a l'escàs terme municipal de la majoria de localitats. No obstant això sí que hi ha diverses conurbacions que en conjunt compten amb una gran quantitat de població com poden ser Benimàmet-Burjassot-Godella-Rocafort, Alaquàs-Aldaia, Manises-Quart de Poblet, Alfafar-Benetússer-Llocnou de la Corona-Sedaví o Paiporta-Picanya. A causa del creixement urbà i la millora de les infraestructures (construcció de la ronda Nord de València, i futur soterrament de les línies 1 i 3 del metro en Burjassot i Alboraia respectivament) provocarà en poc de temps la conurbació de diverses d'aquestes localitats amb la ciutat de València. En concret Alboraia, Tavernes Blanques i el conjunt Benimàmet-Burjassot-Godella-Rocafort.

- La segona corona metropolitana: ací s'inclouen les poblacions de l'Horta exteriors a l'A-7 junt amb les de la resta de comarques. Aquesta zona s'ha incorporat recentment a l'àrea metropolitana a causa de la millora de les comunicacions i a l'increment del preu de l'habitatge en zones més pròximes a la capital. El creixement s'ha basat sobretot en la construcció d'urbanitzacions d'adossats per la qual cosa la densitat de població és menor que en la primera corona. Aquesta és la zona més difusa de l'àrea metropolitana a causa de la dificultat de trobar el seu límit, És per això que, segons quin estudi, s'incorporen més o menys localitats.

| Zona                         | Extensió   | Població (2009) | Densitat        |
| ---------------------------- | ---------- | --------------- | --------------- |
| Nucli urbà de València       | 56,32 km²  | 840.828         | 14.495 hab./km² |
| Primera corona metropolitana | 480,77 km² | 779.564         | 1.409 hab./km²  |
| Segona corona metropolitana  | 867,93 km² | 275.988         | 294 hab./km²    |
| Total                        | 1.405,02   | 1.896.380       | 1.237 hab./km²  |

## Municipis de l'àrea metropolitana
- Nucli urbà de València

| Ciutat   | Comarca    | Extensió                         | Població (2007)                    | Densitat        |
| -------- | ---------- | -------------------------------- | ---------------------------------- | --------------- |
| Mislata  | Horta Oest | 2,06 km²                         | 43.336                             | 21.076 hab./km² |
| València | València   | 54,26 km² (excloent-ne pedanies) | 762.653 hab.(excloent-ne pedanies) | 14.057 hab./km² |
| Total    |            | 56,32 km²                        | 805.989                            | 14.312 hab./km² |

- Primera corona metropolitana

| Ciutat               | Comarca    | Extensió   | Població (2007) | Densitat        |
| -------------------- | ---------- | ---------- | --------------- | --------------- |
| Alaquàs              | Horta Oest | 3,90 km²   | 30.177 hab.     | 7.734 hab./km²  |
| Albalat dels Sorells | Horta Nord | 4,62 km²   | 3.708 hab.      | 802 hab./km²    |
| Albal                | Horta Sud  | 7,37 km²   | 14.840 hab.     | 2.013 hab./km²  |
| Alboraia             | Horta Nord | 8,34 km²   | 21.582 hab.     | 2.588 hab./km²  |
| Albuixec             | Horta Nord | 4,42 km²   | 3.646 hab.      | 825 hab./km²    |
| Alcàsser             | Horta Sud  | 9,01 km²   | 8.716 hab.      | 968 hab./km²    |
| Aldaia               | Horta Oest | 16,05 km²  | 28.138 hab.     | 1.753 hab./km²  |
| Alfafar              | Horta Sud  | 10,10 km²  | 20.321 hab.     | 2.012 hab./km²  |
| Alfara del Patriarca | Horta Nord | 1,98 km²   | 2.858 hab.      | 1.443 hab./km²  |
| Almàssera            | Horta Nord | 2,74 km²   | 6.928 hab.      | 2.529 hab./km²  |
| Benetússer           | Horta Sud  | 0,78 km²   | 14.283 hab.     | 18.373 hab./km² |
| Beniparrell          | Horta Sud  | 3,68 km²   | 1.896 hab.      | 516 hab./km²    |
| Bonrepòs i Mirambell | Horta Nord | 1,05 km²   | 3.047 hab.      | 2.889 hab./km²  |
| Burjassot            | Horta Nord | 3,44 km²   | 37.402 hab.     | 10.860 hab./km² |
| Catarroja            | Horta Sud  | 13,04 km²  | 25.650 hab.     | 1.967 hab./km²  |
| Emperador            | Horta Nord | 0,03 km²   | 467 hab.        | 18.112 hab./km² |
| Foios                | Horta Nord | 6,48 km²   | 6.358 hab.      | 981 hab./km²    |
| Godella              | Horta Nord | 8,40 km²   | 12.993 hab.     | 1.546 hab./km²  |
| Llocnou de la Corona | Horta Sud  | 0,04 km²   | 120 hab.        | 2.866 hab./km²  |
| Manises              | Horta Oest | 19,65 km²  | 29.778 hab.     | 1.515 hab./km²  |
| Massalfassar         | Horta Nord | 2,53 km²   | 1.880 hab.      | 742 hab./km²    |
| Massamagrell         | Horta Nord | 6,16 km²   | 14.568 hab.     | 2.364 hab./km²  |
| Massanassa           | Horta Sud  | 5,59 km²   | 8.325 hab.      | 1.489 hab./km²  |
| Meliana              | Horta Nord | 4,73 km²   | 9.827 hab.      | 2.076 hab./km²  |
| Montcada             | Horta Nord | 15,83 km²  | 21.109 hab.     | 1.334 hab./km²  |
| Museros              | Horta Nord | 12,45 km²  | 4.834 hab.      | 388 hab./km²    |
| Paiporta             | Horta Sud  | 3,93 km²   | 22.374 hab.     | 5.694 hab./km²  |
| Paterna              | Horta Oest | 35,85 km²  | 59.043 hab.     | 1.647 hab./km²  |
| Pedanies de València | València   | 83,21 km²  | 35.001 hab.     | 421 hab./km²    |
| Picanya              | Horta Sud  | 7,12 km²   | 10.543 hab.     | 1.481 hab./km²  |
| la Pobla de Farnals  | Horta Nord | 3,61 km²   | 6.752 hab.      | 1.868 hab./km²  |
| el Puig              | Horta Nord | 26,83 km²  | 8.197 hab.      | 306 hab./km²    |
| Puçol                | Horta Nord | 18,06 km²  | 17.947 hab.     | 994 hab./km²    |
| Quart de Poblet      | Horta Oest | 19,64 km²  | 25.340 hab.     | 1.291 hab./km²  |
| Rafelbunyol          | Horta Nord | 4,20 km²   | 7.103 hab.      | 1.692 hab./km²  |
| Rocafort             | Horta Nord | 2,34 km²   | 6.259 hab.      | 2.674 hab./km²  |
| Sedaví               | Horta Sud  | 1,83 km²   | 9.575 hab.      | 5.225 hab./km²  |
| Silla                | Horta Sud  | 25,03 km²  | 18.597 hab.     | 743 hab./km²    |
| Tavernes Blanques    | Horta Nord | 0,74 km²   | 9.270 hab.      | 12.590 hab./km² |
| Torrent              | Horta Oest | 69,32 km²  | 75.131 hab.     | 1.084 hab./km²  |
| Vinalesa             | Horta Nord | 1,53 km²   | 2.783 hab.      | 1.821 hab./km²  |
| Xirivella            | Horta Oest | 5,15 km²   | 30.212 hab.     | 5.862 hab./km²  |
| Total                |            | 480,77 km² | 677.578 hab.    | 1.409 hab./km²  |

- Segona corona metropolitana

| Ciutat                   | Comarca          | Extensió   | Població (2007) | Densitat       |
| ------------------------ | ---------------- | ---------- | --------------- | -------------- |
| Alginet                  | Ribera Alta      | 24,07 km²  | 12.605 hab.     | 524 hab./km²   |
| Almussafes               | Ribera Baixa     | 10,77 km²  | 7.967 hab.      | 740 hab./km²   |
| Benaguasil               | Camp de Túria    | 25,40 km²  | 10.374 hab.     | 408 hab./km²   |
| Benifaió                 | Ribera Alta      | 20,15 km²  | 12.204 hab.     | 606 hab./km²   |
| Benissanó                | Camp de Túria    | 2,28 km²   | 2.064 hab.      | 903 hab./km²   |
| Bétera                   | Camp de Túria    | 75,10 km²  | 19.491 hab.     | 260 hab./km²   |
| Carlet                   | Ribera Alta      | 45,62 km²  | 15.189 hab.     | 333 hab./km²   |
| L'Eliana                 | Camp de Túria    | 8,77 km²   | 16.349 hab.     | 1.864 hab./km² |
| Llíria                   | Camp de Túria    | 227,98 km² | 21.638 hab.     | 95 hab./km²    |
| Picassent                | Horta Sud        | 85,79 km²  | 18.556 hab.     | 216 hab./km²   |
| la Pobla de Vallbona     | Camp de Túria    | 33,10 km²  | 18.790 hab.     | 568 hab./km²   |
| Riba-roja de Túria       | Camp de Túria    | 57,49 km²  | 19.083 hab.     | 332 hab./km²   |
| Sant Antoni de Benaixeve | Camp de Túria    | 8,74 km²   | 4.985 hab.      | 570 hab./km²   |
| Sagunt                   | Camp de Morvedre | 132,36 km² | 63.359 hab.     | 479 hab./km²   |
| Sollana                  | Ribera Baixa     | 39,23 km²  | 4.708 hab.      | 120 hab./km²   |
| Vilamarxant              | Camp de Túria    | 71,08 km²  | 7.761 hab.      | 109 hab./km²   |
| Total                    |                  | 867,93 km² | 255.123 hab.    | 294 hab./km²   |